# Jean-François Bernard

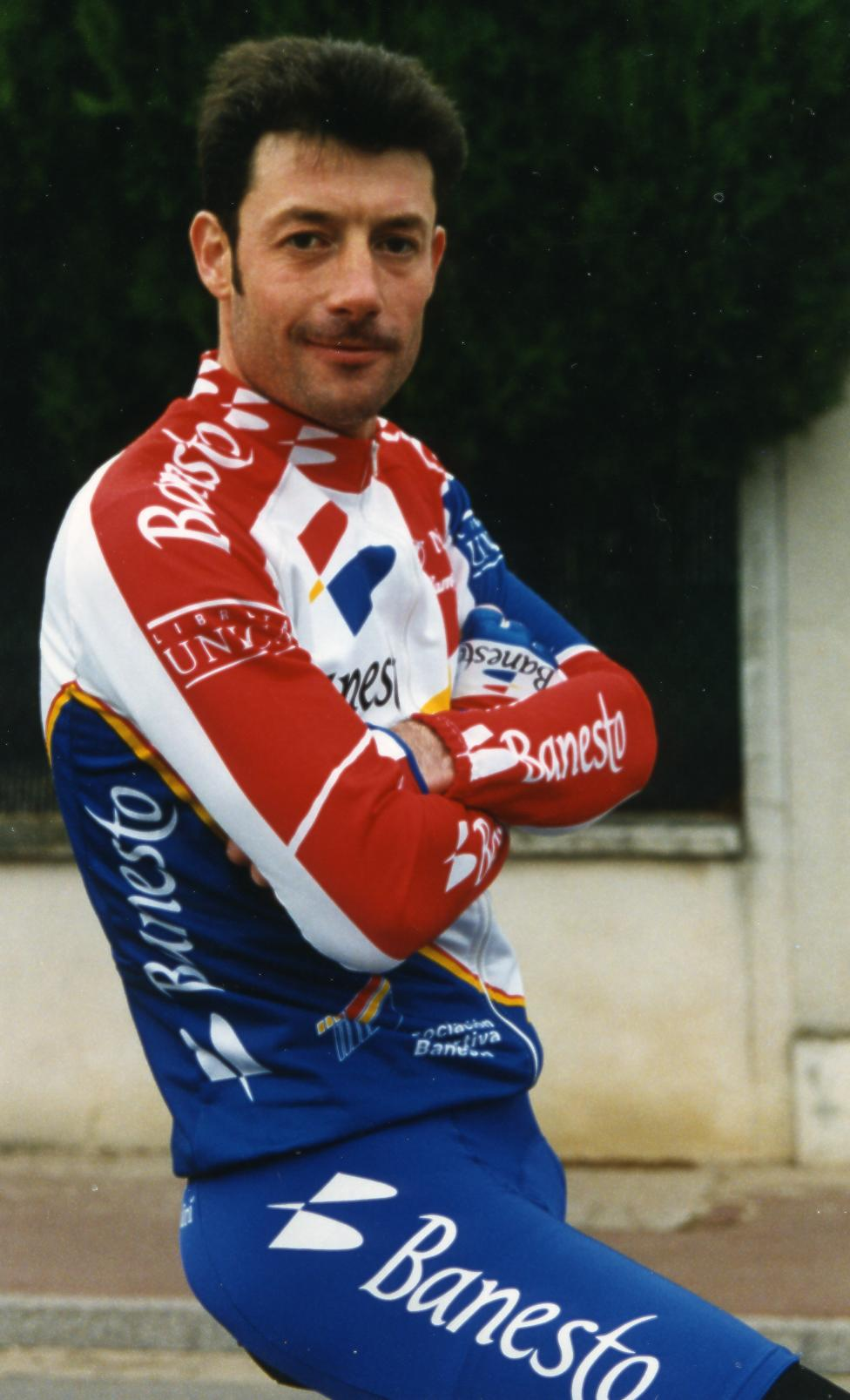
Jean-François Bernard

Jean-François Bernard (* 2. Mai 1962 in Luzy, Frankreich) ist ein ehemaliger französischer Radrennfahrer und nationaler Meister im Radsport.

## Karriere
Bernard wurde 1983 französischer Meister der Amateure und nahm 1984 mit der französischen Nationalmannschaft an den Olympischen Spielen in Los Angeles teil. Dort wurde das Team Sechster im Mannschaftszeitfahren. 1983 siegte er im Paarzeitfahren Flèche d’Or mit Philippe Magnien als Partner.
Direkt danach wurde er im September Profi und fuhr von 1984 bis 1990 für La Vie Claire (später: Toshiba) und fuhr für dieses Team die Tour de France 1986, als seine Teamkollegen Greg LeMond und Bernard Hinault die Plätze 1 und 2 belegten. Bei der Tour de France 1987 gewann Bernard beide Einzelzeitfahren, darunter das Bergzeitfahren auf den Mont Ventoux und wurde Gesamtdritter. 1986 hatte er bereits die 16. Etappe gewonnen. Außerdem erhielt er die Rote Rückennummer als kämpferischster Fahrer. An der Tour de France nahm er insgesamt siebenmal teil. Beim Giro d’Italia 1988 gewann er drei Etappen, darunter zwei Zeitfahren.
Zur Saison 1991 wechselte Bernard zu Banesto und war einer der Helfer von Miguel Indurain bei dessen Tour-de-France-Siegen 1991, 1992, 1993 und 1994. In dieser Zeit gewann er 1992 Paris-Nizza und wurde Dritter beim Monument des Radsports Lüttich–Bastogne–Lüttich.
Nach zwei Jahren bei kleineren Mannschaften ohne besondere Erfolge beendete Bernard nach Ablauf der Saison 1996 seine sportliche Karriere.

## Familie
Jean-François Bernards Sohn Julien ist ebenfalls Radrennfahrer.